# 锡山区
锡山区是中国江苏省无锡市所辖的一个市辖区。锡山为惠山东面的小丘，相传在周秦时产锡，故得名。區人民政府駐錫州中路1號。区域总面积为399.11平方公里。

## 行政区划
2000年12月，撤销县级锡山市，设立无锡市锡山区和惠山区。锡山区辖原县级锡山市的东亭、东北塘、八士、张泾、东湖塘、港下、羊尖、安镇、查桥、厚桥、荡口、甘露、鸿声、后宅14个镇。
锡山区辖5个街道、4个镇，77个行政村，39个社区居委会，1个省级开发区，1个商务区：
东亭街道、安镇街道、东北塘街道、云林街道、厚桥街道、羊尖镇、鹅湖镇、锡北镇和东港镇。锡山经济技术开发区、锡东高铁商务区。

## 地理
锡山区位于望虞河西岸。地势平坦，降雨充沛，湖泊众多且功能多样，水系呈网格状布局，水系常态情况下为“西水东流、北水南流”。

## 人口
2020年，第七次全国人口普查錫山區户籍總户數15.30萬户，總人口48.64萬人，較上年增加13594人，增長率2.8%。其中：男性人口236508人，女性人口249991人。出生人口3951人，其中：男嬰2052人，女嬰1899人。死亡人口3596人，人口自然增長率為0.7‰。常住人口88.23萬人。

## 交通

### 干线道路
- 京沪高速
- 通锡高速
- 340省道

### 铁路
- 京沪高铁

### 地铁
█ 无锡地铁2号线

## 文化与旅游
- 翠屏山旅游度假区